# Nus Leur
Nus Leur (Noes Leoer) ist das einzige Atoll im Bereich der indonesischen Damar-Inseln in der Bandasee, am westlichen Ende der Inselgruppe.

## Geographie
Das unbewohnte Atoll liegt 15,7 km südwestlich der Hauptinsel Damar. Es weist zwei annähernd gleich große Inseln auf, jeweils mit Flächen zwischen 16 und 17 Hektar. Die Damar-Inseln sind Teil der Barat-Daya-Inseln und damit des inneren Bandabogens, einer Inselkette vulkanischen Ursprungs. Die Damar-Inseln bilden den Subdistrikt (Kecamatan) Damar, der zu dem Regierungsbezirk (Kabupaten) der Südwestmolukken gehört (Provinz Maluku).